# Winslow, Herefordshire
Winslow är en by i civil parish Bromyard and Winslow, i grevskapet Herefordshire, i England. Byn är belägen 4 km från Bromyard. Winslow var en civil parish från 1866 till 1986 då den blev en del av Bromyard and Winslow. Civil parish hade 346 invånare år 1971.